# Ишня (река)
Ишня (устар. Ишма) — река в России, протекает в Ростовском районе Ярославской области. Впадает с запада в озеро Неро. Длина реки составляет 17 км, площадь бассейна — 131 км².
Крупнейшие притоки: река без названия (впадает слева в 5,6 км от устья у села Бабки), Гороховка (впадает справа у села Богослов).
Населённые пункты около реки: Уваиха, Мятежево, Бабки, Демьяны, Ишня (посёлок городского типа), Юрьевская Слобода, Чупрониха, Богослов, Ростов (город), Песочное.
Между Чупронихой и Юрьевской Слободой Ишня пересекает автодорогу Р153 «Ростов — Углич», у села Богослов — железную дорогу Москва — Ярославль, далее — федеральную автомагистраль М8 «Москва — Холмогоры».
В 1213 году на реке произошла кровопролитная битва между войсками князей братьев Константина и Юрия Всеволодовичей.

## Данные водного реестра
По данным государственного водного реестра России относится к Верхневолжскому бассейновому округу, водохозяйственный участок реки — Волга от Рыбинского гидроузла до города Кострома, без реки Кострома от истока до водомерного поста у деревни Исады, речной подбассейн реки — Волга ниже Рыбинского водохранилища до впадения Оки. Речной бассейн реки — (Верхняя) Волга до Куйбышевского водохранилища (без бассейна Оки).
Код водного объекта в государственном водном реестре — 08010300212110000011221.